# 橫批
橫批，也作橫披，是橫掛在牆上的書畫，軸在兩旁的。俗語說橫幅。而上下窄、左右寬的字畫也作橫披。
橫批於對聯中，一般用作對整副對聯概括、補充及／或畫龍點晴。